# Przyzwojak

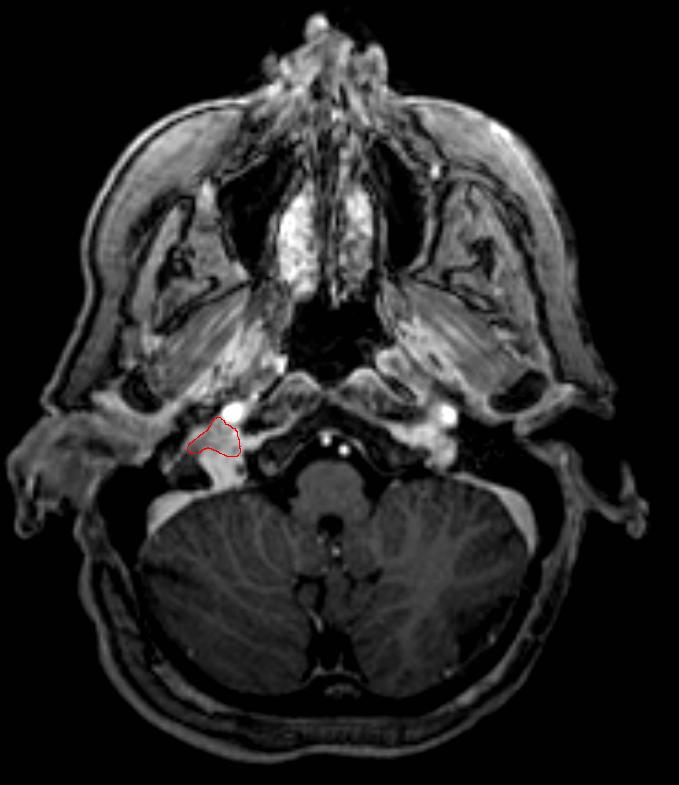
Przyzwojak kłębka szyjnego; obraz w MRI.

Przyzwojak (inaczej nerwiak przyzwojowy, łac. paraganglioma; często potocznie błędnie nazywany kłębczakiem) – rzadko występujący, najczęściej niezłośliwy guz neuroendokrynny wywodzący się z ciałek przyzwojowych układu przywspółczulnego i układu współczulnego. Objawy i budowa histologiczna guzów przypomina guz chromochłonny nadnerczy; jeśli rdzeń nadnercza uznać za ciało przyzwojowe układu współczulnego, pheochromocytoma jest w istocie szczególnym typem przyzwojaka. Najczęstszą lokalizacją guza jest rozwidlenie tętnicy szyjnej wspólnej. Znajduje się tam kłębek szyjny (glomus caroticum).

## Lokalizacja

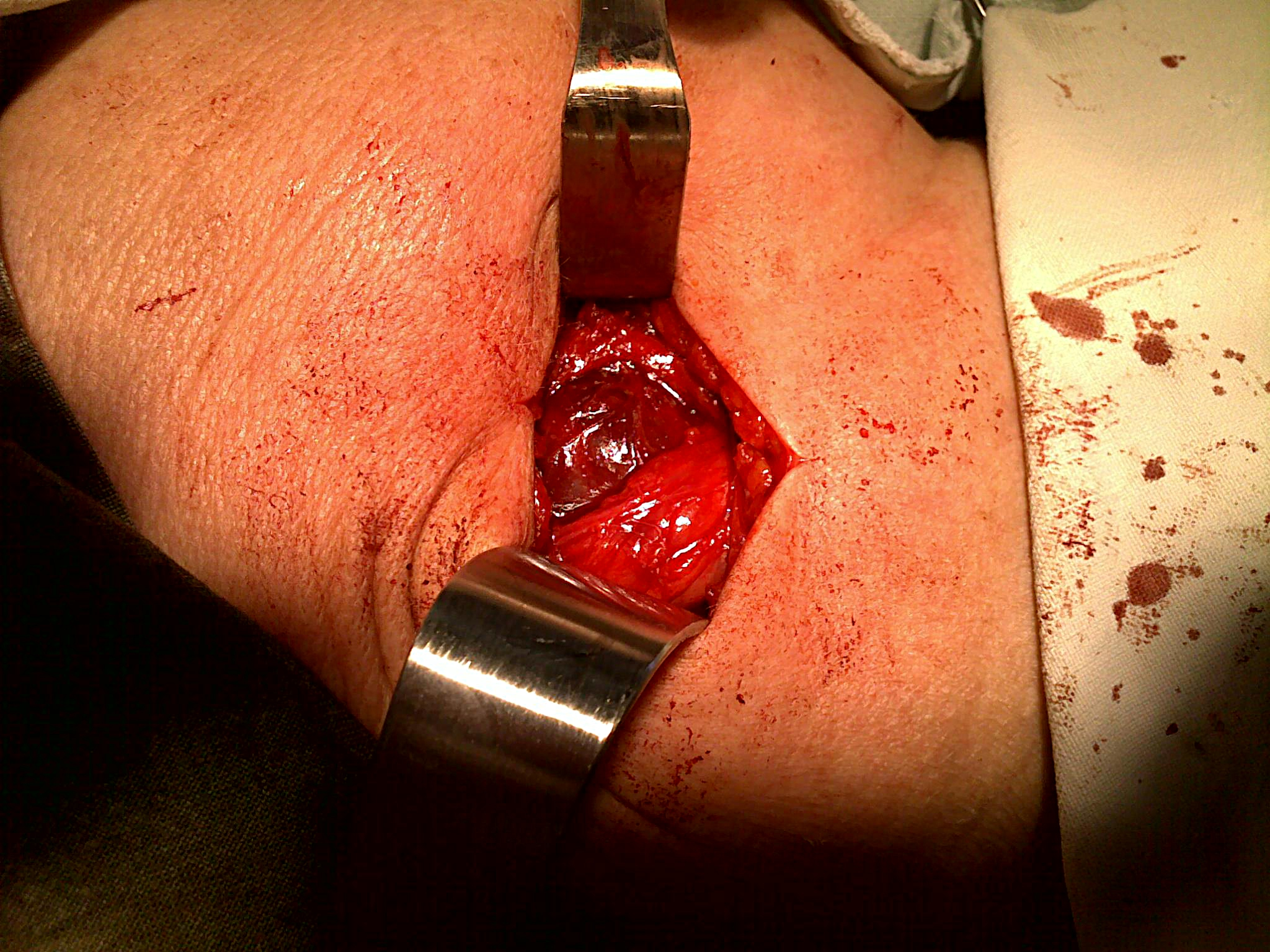
Przyzwojak wywodzący się z kłębka szyjnego - widok śródoperacyjny.

W zależności od pochodzenia przyzwojaków dzielimy je na wywodzące się z ciałek przyzwojowych układu przywspółczulnego przyzwojaki niechromochłonne (paragangliomata nonchromaffinicum) i przyzwojaki chromochłonne (paragangliomata chromaffinicum), których punktem wyjścia są ciałka przyzwojowe układu współczulnego.

Ciałka przyzwojowe układu przywspółczulnego (niechromochłonne, zwane także chemodectoma) są chemoreceptorami i zlokalizowane są w pobliżu wielkich naczyń głowy i szyi. Najważniejsze z nich to:
- kłębek szyjny (ciałko przyzwojowe tętnicy szyjnej, glomus caroticum) z którego wywodzi się przyzwojak kłębka szyjnego (paraganglioma caroticum, ang. carotid body tumor)
- ciałko przyzwojowe zwoju szyjnego i bębenkowego (paraganglion jugulotympanici) z którego wywodzi się przyzwojak szyjno-bębenkowy (paraganglioma jugulotympanicum)
- ciałka przyzwojowe nerwu błędnego (paraganglia nervi vagi) rozproszone wzdłuż przebiegu nerwu błędnego od ganglion nodosum w dół, z których wywodzą się przyzwojaki nerwu błędnego (paraganglioma nervi vagi); jako jedyne wykazują tendencję do złośliwienia i tworzenia przerzutów (najczęściej do płuc), która ujawnia się w około 20% przypadków[2]
- pozostałe ciałka przyzwojowe są bardzo drobnymi tworami rozsianymi w oczodołach, jamie ustnej, jamie nosowej, nosogardle, krtani, tarczycy i przytarczycach. Z tych grup komórek również, chociaż niezwykle rzadko, rozwijają się guzy o charakterze przyzwojaków.

Ciałka przyzwojowe układu współczulnego (chromochłonne) zlokalizowane są wzdłuż pnia współczulnego w sąsiedztwie kręgosłupa i aorty. Największy z nich parzysty kłębek aortalny (narząd Zuckerkandla, glomus aorticum) leży po obu stronach aorty brzusznej tuż nad jej rozwidleniem. Większość pozostałych, mniejszych ciałek przyzwojowych ulega inwolucji począwszy od okresu pokwitania.

Za szczególne ciało przyzwojowe można uznać rdzeń nadnerczy, o tym samym pochodzeniu zarodkowym. Z rdzenia nadnerczy wywodzi się guz chromochłonny (pheochromocytoma).

## Epidemiologia
Przyzwojaki są nowotworami wieku starszego, zachorowalność jest największa w 5. i 6. dekadzie życia. W około 10% przypadków występują rodzinnie, wchodząc w skład zespołów uwarunkowanych genetycznie:
- zespołu rodzinnych przyzwojaków (PGL, typy 1-4)
- mnogiej gruczolakowatości wewnątrzwydzielniczej typu 2A i 2B
- zespołu von Hippla-Lindaua
- zespołu Carneya.

## Charakterystyka
Przyzwojaki są guzami wolno rosnącymi o bogatym unaczynieniu. Makroskopowo są to małe guzki (przyzwojak kłębka szyjnego 1,8-8,5 cm), otoczone cienką torebką.

### Obraz histologiczny
Przyzwojaki zbudowane są z okrągłych gniazd wielobocznych komórek (niem. Zellballen) otoczonych przez wydłużone komórki koszyczkowe (ang. sustentacular cells). 

## Rozpoznanie
Zdiagnozowanie przyzwojaka wymaga badania USG lub tomografii. Biopsja nie powinna być wykonywana ze względu na duże ukrwienie guza. Nie zawsze diagnostyka jest prosta, gdyż jak wspomniano na początku guzy te występują bardzo rzadko. Leczenie polega na operacyjnym usunięciu guza, co jeszcze niedawno wiązało się z dużym ryzykiem zgonu czy też powikłań pooperacyjnych. Postęp technik operacyjnych, w szczególności chirurgii naczyniowej, spowodował, że rokowanie jest stosunkowo dobre. W wypadku całkowitego usunięcia guza, następuje kompletne wyleczenie. Jeżeli guz usytuowany jest tak, że operacja jest niemożliwa, stosuje się radioterapię.

## Klasyfikacja
Opracowano szereg klasyfikacji zaawansowania miejscowego przyzwojaków. 

### Klasyfikacja Glasscocka i Jacksona
Opracowana w 1981 roku klasyfikacja zaawansowania miejscowego przyzwojaków okolicy podstawy czaszki.

#### Przyzwojaki szyjne
- okres I - niewielki guz położony w okolicy opuszki żyły szyjnej, dna jamy bębenkowej przechodzący do wyrostka sutkowatego
- okres II - guz rosnący poniżej przewodu słuchowego zewnętrznego
- okres III - guz sięga szczytu piramidy kości skroniowej - może wnikać do wnętrza czaszki
- okres IV  - guz przechodzący przez szczyt piramidy kości skroniowej do przestrzeni nadtwardówkowej lub naciekający na tkankę mózgową środkowego lub tylnego dołu czaszki

#### Przyzwojaki bębenkowe
- okres I - niewielki guz w okolicy promontorium
- okres II - guz wypełnia jamę bębenkową
- okres III - wypełnia jamę bębenkową wnika do wyrostka sutkowatego
- okres IV - wypełnia jamę bębenkową, wyrostek sutkowaty i przewód słuchowy zewnętrzny, może naciekać w kierunku tętnicy szyjnej wewnętrznej

### Klasyfikacja Fischa i Mattoxa
Skala zaawansowania miejscowego przyzwojaka opuszki żyły szyjnej wewnętrznej i przyzwojaka bębenkowego.
- stopień A - guz rozwija się ze splotu bębenkowego i zlokalizowany jest w uchu środkowym
- stopień B  - guz rozwija się z kanalika bębenkowego i niszczy hypotympanum, rozrasta się w kierunku ucha środkowego i opuszki żyły szyjnej wewnętrznej
- stopień C1 - guz niszczy kanał kostny tętnicy szyjnej wewnętrznej, nie nacieka naczynia
- stopień C2 - niszczy część pionową kanału tętnicy szyjnej
- stopień C3 - niszczy część poziomą kanału tętnicy szyjnej, bez naciekania otworu poszarpanego
- stopień C4 - nacieka otwór poszarpany i zatokę jamistą
- stopień De1/2 - guz rozrasta się wewnątrzczaszkowo, ale zewnątrzoponowo - typ De1  przemieszcza oponę twardą przyśrodkowo nie więcej niż 2cm, typ De2 - więcej niż 2 cm;
- stopień Di1/2/3 - rozrasta się wewnątrzczaszkowo i wewnątrzoponowo - typ Di1 - naciek tylnego dołu czaszki do 2 cm; Di2 - między 2 a 4 cm; Di3 - naciek tylnego dołu czaszki ponad 4 cm;

### Klasyfikacja Shamblina
Skala zaawansowania miejscowego guzów kłębka szyjnego według Shamblina z późniejszą modyfikacją Luna-Ortiz, wyróżnia cztery stadia (I, II, IIIa i IIIb) w zależności od umiejscowienia i naciekania guza na naczynia, nerw podjęzykowy i nerw krtaniowy górny.

## Klasyfikacja ICD10
| kod ICD10     | nazwa choroby                                                                                 |
| ------------- | --------------------------------------------------------------------------------------------- |
| ICD-10: D75.4 | Nowotwór złośliwy kłębka szyjnego                                                             |
| ICD-10: D75.5 | Nowotwór złośliwy ciał przyaortowych i innych ciał przyzwojowych                              |
| ICD-10: D35.5 | Nowotwór niezłośliwy kłębka szyjnego                                                          |
| ICD-10: D35.6 | Nowotwór niezłośliwy ciał przyaortowych i innych ciał przyzwojowych                           |
| ICD-10: D44.6 | Nowotwór o niepewnym lub nieznanym charakterze kłębka szyjnego                                |
| ICD-10: D44.7 | Nowotwór o niepewnym lub nieznanym charakterze ciał przyaortowych i innych ciał przyzwojowych |